# NGC 3316/1
NGC 3316/1 је спирална галаксија у сазвежђу Хидра која се налази на NGC листи објеката дубоког неба.
Деклинација објекта је - 27° 35' 39" а ректасцензија 10h 37m 37,2s. Привидна величина (магнитуда) објекта NGC 3316 износи 12,7 а фотографска магнитуда 13,7. NGC 33161 је још познат и под ознакама ESO 501-54, MCG -4-25-46, AM 1035-271, PGC 31571.